# Guérisons en nombre à Génésareth
Les Guérisons en nombre à Génésareth sont un des miracles que le Christ a effectué. Il est relaté dans deux Évangiles. Il est le signe que la foi est importante, ainsi que la compassion.

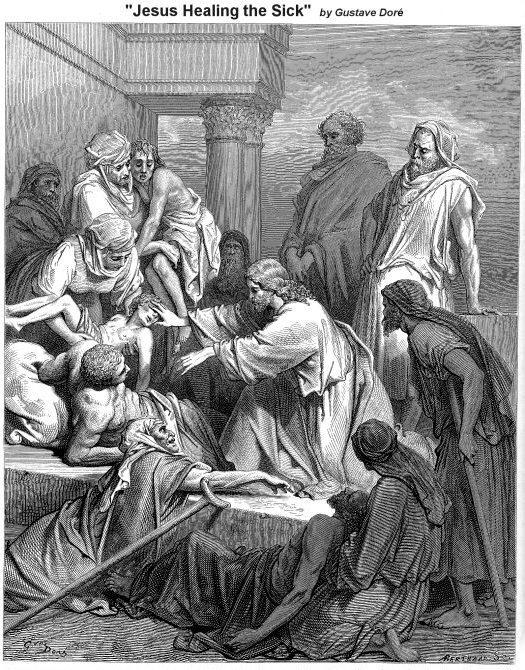
Jesus soignant des malades par Gustave Doré, XIXe siècle

## Texte
Évangile de Jésus-Christ selon saint Matthieu, chapitre 14, versets 34 à 36: 
« Après avoir traversé la mer, ils vinrent dans le pays de Génésareth. Les gens de ce lieu, ayant reconnu Jésus, envoyèrent des messagers dans tous les environs, et on lui amena tous les malades. Ils le prièrent de leur permettre seulement de toucher le bord de son vêtement. Et tous ceux qui le touchèrent furent guéris. »
Traduction d'après la Bible Louis Segond.

## Interprétation
Ces guérisons reflètent une foi croissante du peuple qui vit à l'époque de Jésus, pour saint Jean Chrysostome .
Cet extrait de l'Évangile est pour le Père Joseph-Marie un exemple afin que les disciples eux aussi s'apprêtent à transmettre la charité divine. « La charité s’oublie ; elle ne se décharge pas sur les autres : elle se met en peine, même lorsque la tâche semble impossible, dans la certitude que Dieu fera sa part » explique le prêtre.